# Élections régionales de 1967 en Sicile
Les élections régionales en Sicile pour le renouvellement de l' Assemblée régionale sicilienne ont eu lieu le 11 juin 1967 . Le taux de participation était de 81,6 %.
Peu après avoir voté, le cardinal Ernesto Ruffini, archevêque de Palerme et apôtre autoritaire de la Démocratie chrétienne, décède d'une crise cardiaque.
A l'issue du scrutin, les scores des chrétiens-démocrates et des communistes baissent de 2 à 3 % et les socialistes et sociaux-démocrates, unifiés au sein du PSU, obtiennent moins de voix que quand ils étaient divisés. Le PRI et le PSIUP sortent en revanche renforcé. 
Ces résultats rendent plus complexe la continuation de la coalition sortante de centre-gauche. Un gouvernement transitoire unicolore est donc nommé sous la conduite Vincenzo Giummarra. 
Il dure 50 jours, le temps pour la DC, les socialistes et les laïcs de former une alliance, qui aboutit, le 30 septembre 1967, à la présidence du chrétien-démocrate Vincenzo Carollo. 
Il dirige deux gouvernements de centre gauche, jusqu'en 1969, puis la junte est menée par Mario Fasino.

## Résultats
| Partis | Partis                                                    | votes     | votes (%) | sièges |
| ------ | --------------------------------------------------------- | --------- | --------- | ------ |
|        | Démocratie chrétienne (DC)                                | 934 632   | 40,1 %    | 35     |
|        | Parti communiste italien (PCI)                            | 496 310   | 21,3 %    | 20     |
|        | Parti socialiste unifié (PSU)                             | 300 447   | 12,9 %    | 12     |
|        | Mouvement social italien (MSI)                            | 152 742   | 6,6 %     | 8      |
|        | Parti libéral italien (PLI)                               | 143 068   | 6,1 %     | 4      |
|        | Parti républicain italien (PRI)                           | 105 180   | 4,5 %     | 4      |
|        | Parti socialiste italien de l'unité prolétarienne (PSIUP) | 97 949    | 4,2 %     | 4      |
|        | Parti démocratique italien de l'unité monarchique (PDIUM) | 45 045    | 1,9 %     | 2      |
|        | Mouvement pour l'indépendance de la Sicile (MIS)          | 1 246     | 0,1 %     | -      |
|        | Autres listes                                             | 52 701    | 2,3 %     | 1      |
| Total  | Total                                                     | 2 329 320 | 100,00    | 90     |
|        |                                                           |           |           |        |

## Composition
- Groupe démocrate chrétien (36) : Giuseppe Aleppo (Catane), Raffaele Avola (Raguse), Isidoro Bombonati (Palerme), Angelo Bonfiglio (Agrigente), Umberto Canepa (Palerme), Vincenzo Carollo (Palerme), Giuseppe Celi (Messine), Francesco Coniglio (Catane), Mario D'Acquisto (Palermo), Salvatore D'Alia (Messine), Salvatore Di Martino (Syracuse), Mario Fasino (Palerme), Antonino Germana (Messine), Salvatore Grillo (Trapani), Attilio Grimaldi (Catane), Vincenzo Giummarra (Raguse), Paolo Iocolano (Palerme), Rosario Lanza (Caltanissetta), Gaetano Lo Magro (Syracuse), Antonino Lombardo (Catane), Calogero Mannino (Agrigente), Piersanti Mattarella (Palerme), Michele Mongiovi (Agrigente), Antonio Muccioli (Palerme), Giacomo Muratore (Palerme), Rosario Nicoletti (Palerme), Giovanni Nigro (Syracuse), Vincenzo Occhipinti (Trapani), Vincenzo Ojeni (Messine), Francesco Parisi (Catane), Giuseppe Russo (Catane), Giuseppe Sanmarco (Enna), Carmelo Santalco (Messine), Modesto Sardo (Catane), Calogero Traina (Caltanissetta), Gaetano Trincanato (Agrigente), Mario Zappala (Catane)
- Groupe communiste (20) : Liberio Attardi (Agrigente), Pompeo Colajanni (Caltanissetta / Enna), Giacomo Cagnes (Raguse), Antonio Carbone (Catane), Emanuele Carfi (Caltanissetta), Liugi Corallo (Palerme), Giovani Carosia (Enna), Pancrazio De Pasquale (Messine), Alessandro Ferretti (Palerme), Vito Giacalone (Trapani), Giuseppe Giannone (Raguse), Salvatore Giubilato (Trapani), Anna Nicolosi Grasso (Agrigente), Epifanio La Porta (Palerme), Pio La Torre (Palerme), Rosario Lo Duca (Palerme), Otello Marilli (Syracuse), Vincenzo Marraro (Catane), Antonio Messina (Messine), Luigi Pantaleone (Caltanisseta), Francesco Renda (Agrigente), Salvatore Rindone (Catane), Paolo Romano (Syracuse), Feliciano Rossitto (Raguse), Giuliano Scaturro (Agrigente), Emanuele Tuccari (Messine).
- Parti socialiste unifié (11) : Nicola Capria (Messine), Antonello Dato (Catane), Salvatore Fagone (Catane), Filippo Lentini (Agrigente), Antonio Interdonato (Messine), Pasquale Macaluso (Palerme), Calogero Mangione (Caltanisserra), Mario Mazzaglia (PSDI / PSI / PRI, Enna), Francesco Pizzo (Trapani), Santi Recupero (Messine), Orazio Scolarino (Syracuse)
- Groupe Mouvement social (7) : Antonino Buttafuoco (Enna), Salvatore Cilia (Sicilia italiana - Raguse), Domenico Fusco (Messine), Cataldo Grammatico (Trapani), Gaetano La Terza (Catane), Giovanni Marino (Agrigente), Giuseppe Seminara (Palerme), Giuseppe Mongelli (Caltanissetta)
- Groupe libéral (4) : Giuseppe Cadili (Messine), Alfonso Di Benedetto (Palerme), Giovanni Genna (Trapani), Agatino Tomaseli (Catane)
- Groupe républicain (4) : Rosario Cardillo (Catane), Diego Giacalone (Trapani), Salvatore Natoli (Messine), Giovanni Tepedino (Palerme)
- Parti socialiste d'unité prolétarienne (4) : Camillo Bosco (Catane), Salvatore Corallo (Palerme), Gaetano Franchina (Messine, démissionne en 1968), Domenico Rizzo (Messine), Michele Russo (Enna)
- Parti démocratique italien d'unité monarchiste (2) : Paolo Cuttitta (Palerme, mort en 1968), Ernesto Pivetti (Palerme, mort en 1970), Paolino Di Stefano (Palerme), Sergio Sallicano (Syracuse)
- Nuova repubblica (1) : Francesco Marino (Palermo)